# Chagang, Gansu
Chagang är en socken i nordvästra Kina. Den ligger i Zhugqu härad i den autonoma prefekturen Gannan för tibetaner i provinsen Gansu, omkring 280 kilometer söder om provinshuvudstaden Lanzhou.